# Цюміче
Цюміче (пол. Ciumicze) — село в Польщі, у гміні Кринки Сокульського повіту Підляського воєводства.
Населення — 127 осіб (2011).
У 1975-1998 роках село належало до Білостоцького воєводства.

## Демографія
Демографічна структура станом на 31 березня 2011 року:
|          | Загалом | Допрацездатний вік | Працездатний вік | Постпрацездатний вік |
| -------- | ------- | ------------------ | ---------------- | -------------------- |
| Чоловіки | 69      | 14                 | 51               | 4                    |
| Жінки    | 58      | 8                  | 38               | 12                   |
| Разом    | 127     | 22                 | 89               | 16                   |